# 诺曼·切莱比吉汗营
诺曼·切莱比吉汗营（烏克蘭語：Батальйон імені Номана Челебіджіхана）是烏克蘭的一個克里米亞韃靼人志願營，以20世紀初克里米亞人民共和國總統诺曼·切莱比吉汗的名字命名。該營成立於2016年，基地位於赫爾松州的瓊加爾，此地在克里米亞附近。
該營是從2015年激進分子領導的克里米亞封鎖的參與者中脫穎而出的，該封鎖阻止了烏克蘭貨物到達克里米亞半島。該營計劃招收560人，但實際上只有250人左右。成立後不久，就受到土耳其的援助 。2016 年，該營在與克里米亞接壤的地區幫助烏克蘭邊防局；但在同年年底左右，該營就幾乎不復存在，許多志願者加入了其他營或烏克蘭軍隊 。